# Löhme
Löhme ist ein Ortsteil der Stadt Werneuchen im Landkreis Barnim (Brandenburg). Der Ort liegt rund 30 km nordöstlich von Berlin am Haussee und wird vom Jakobsweg durchquert.

## Geschichte
Erstmals genannt wurde Löhme im Jahr 1375 als Lomen. Als Rittersitz gehörte es den Brüdern Wulff. Das Dorf hatte wechselnde Besitzer, so gehörte es 1388 der Familie von Schlegel (»Altes, in der Mittelmark begütertes Adelsgeschlecht, wohl schon im 16. Jahrh. erloschen«), welche noch 1540 zu Löhme saßen. Es befand sich im Besitz des Adelsgeschlechts von Arnim. Nach dem Tod von Bernd von Arnim-Boitzenburg im Jahr 1661 war Löhme verwahrlost.
Zur Geschichte bis 1874 siehe auch Amt Löhme.
Löhme war bis 1998 eine selbständige Gemeinde mit 306 Einwohnern (Stand: 31. Dezember 1997) und wurde zum 31. Dezember 1998 nach Seefeld eingemeindet. Am 26. Oktober 2003 wurde Seefeld mit seinem Ortsteil Löhme in die Stadt Werneuchen eingegliedert. Danach war Löhme nur noch ein Gemeindeteil von Seefeld. Nach der ersten Fassung der Hauptsatzung von 2007 wurde der Ortsteil in Seefeld-Löhme umbenannt. Die Stadtverordnetenversammlung von Werneuchen beschloss am 19. Dezember 2013 die Verselbständigung der bisher zu einem Ortsteil verbundenen Gemeindeteile Seefeld und Löhme. Die Trennung wurde zur Kommunalwahl am 25. Mai 2014 rechtswirksam. Seither sind Löhme und Seefeld eigenständige Ortsteile von Werneuchen mit jeweils eigenem Ortsbeirat und Ortsvorsteher.

### Einwohnerentwicklung
| Jahr | Einwohner |
| ---- | --------- |
| 1875 | 342       |
| 1890 | 446       |
| 1910 | 400       |

| Jahr | Einwohner |
| ---- | --------- |
| 1925 | 333       |
| 1933 | 301       |
| 1939 | 298       |

| Jahr | Einwohner |
| ---- | --------- |
| 1950 | 446       |
| 1981 | 363       |
| 1991 | 315       |

| Jahr | Einwohner |
| ---- | --------- |
| 1994 | 316       |
| 1996 | 299       |
| 2025 | 479       |

## Sehenswürdigkeiten

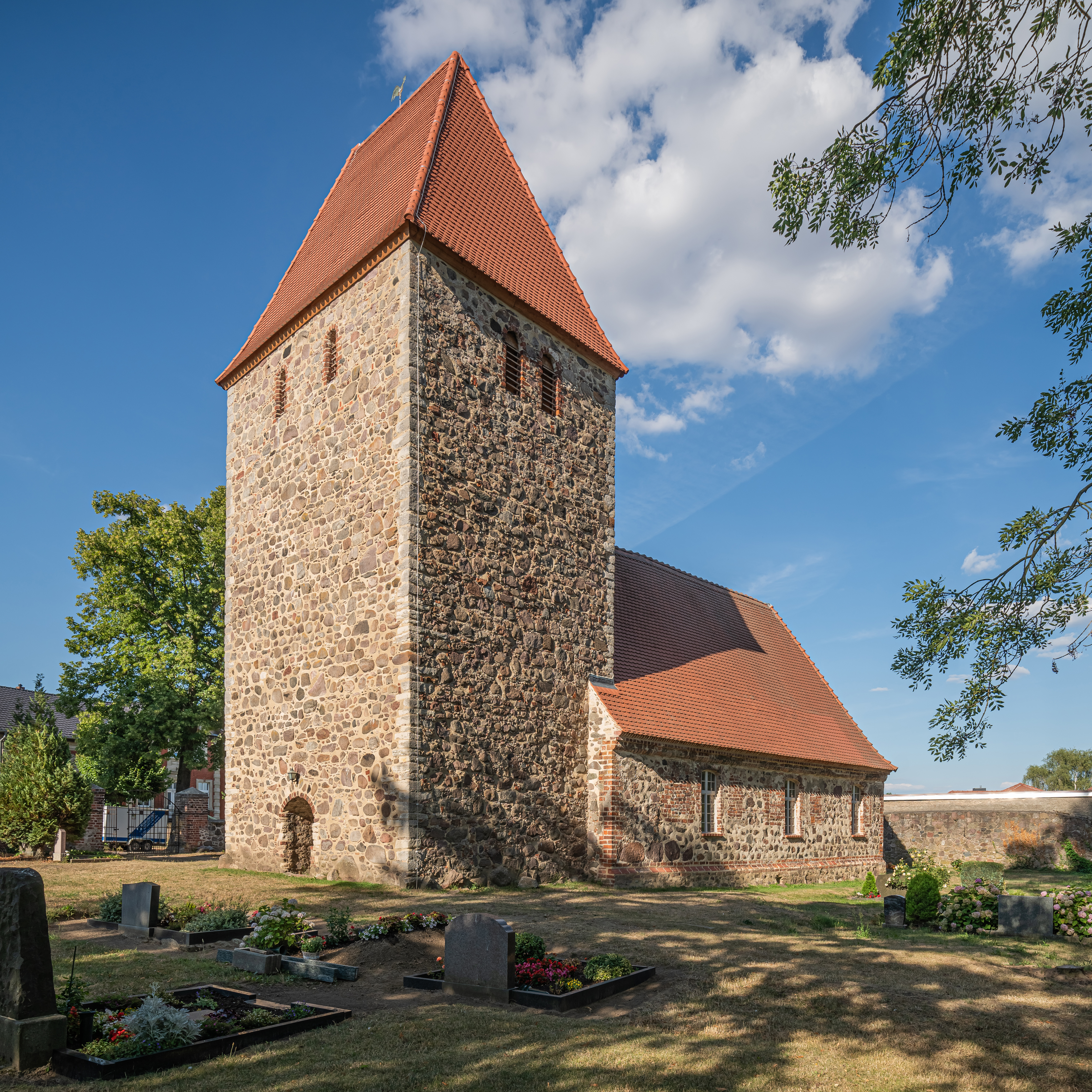
Dorfkirche Löhme

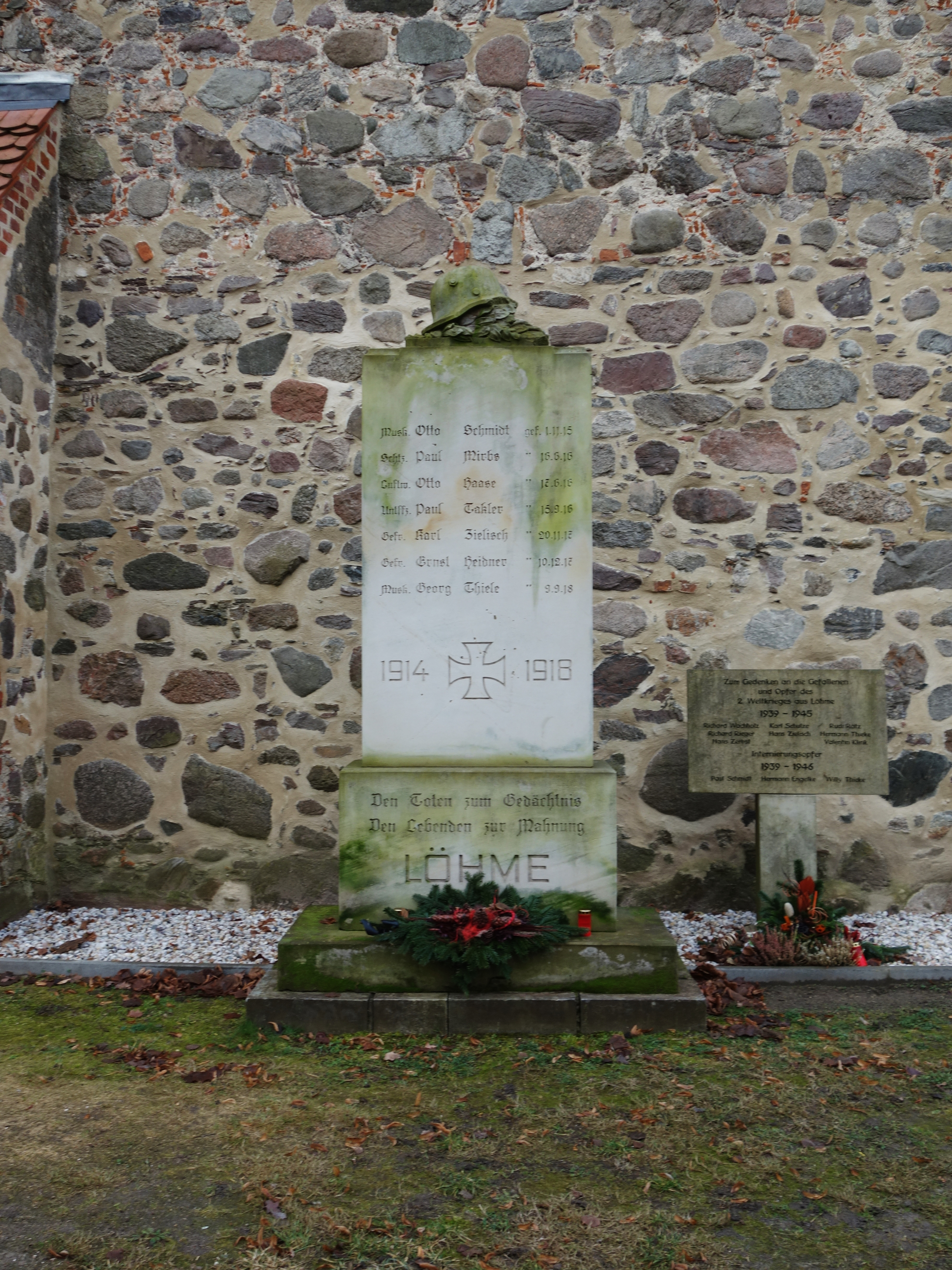
Gefallenendenkmal Löhme 2021

- Die denkmalgeschützte Dorfkirche ist ein spätgotischer Feldsteinbau mit einem Turm aus dem 15. Jahrhundert.[9]
- Die Dorfschmiede aus dem späten 19. Jahrhundert.
- Kriegerdenkmal für die Gefallenen des Ersten Weltkriegs